# Едвард Корнволліс
Едвард Корнволліс (5 березня (22 лютого за ст.ст.) — 14 січня 1776) — британський кадровий військовий офіцер, член аристократичної родини Корнволлісів, який дослужився до звання генерал-лейтенанта. Після того, як Корнволліс воював у Шотландії, придушивши повстання якобітів у 1745 році, його призначили королівським стайничим короля Георга II (цю посаду він обіймав наступні 17 років). Потім його призначили губернатором Нової Шотландії (1749–1752), однієї з колоній у Північній Америці, і доручили заснувати нове місто Галіфакс. Пізніше Корнволліс повернувся до Лондона, де був обраний депутатом від Вестмінстера та одружився з племінницею Роберта Волпола, першого прем'єр-міністра Великої Британії. Потім Корнволліс був призначений губернатором Гібралтару.
Корнволліс прибув до Нової Шотландії під час конфлікту з місцевими корінними народами мікмаками на півострові Нова Шотландія. Мікмаки виступали проти заснування Галіфакса на їхніх землях і здійснювали військові набіги на колонію. Корнволліс відповів прокламацією про викорінення 1749 року, пообіцявши платню за скальпи тих, кого він вважав бунтарями. Його адміністрація побудувала форти в Ґран-Пре, Чіґнекто та Галіфаксі та організувала місцеву міліцію з 840 чоловік. Попри ці зусилля, конфлікт тривав ще кілька років після того, як Корнволліса було відкликано до Англії.
Попри воєнний стан, адміністрація Корнволліса заснувала уряд Нової Шотландії, що складався з Виконавчої та Законодавчої Ради, які керувалися першою конституцією в канадській колонії. Він заснував перші британські суди в Канаді; заснував народну школу для сиріт; і толерував релігійні різниці через відокремлення церкви від держави. Він вербував європейських іммігрантів до Галіфакса, дозволивши заснувати першу єврейську громаду, першу етнічну німецьку громаду, що складалася з протестантів з Німеччини та Швейцарії, і першу громаду протестантських дисидентів у канадській колонії. 
На честь Корнволліса в Новій Шотландії названі річки, парки, вулиці, міста і будівлі. Таке історичне вшанування Корнволліса пізніше викликало критику через проголошене ним "викорінення". У Галіфаксі відбулися протести біля статуї Корнволліса в центральному парку, що призвело до її демонтажу. Церква та середня школа Галіфакса усунули ім'я Корнволліса, а вулиця, названа на честь Корнволліса, була винесена на перейменування. Міська влада Галіфакса створила комітет для обговорення того, чи слід вшановувати пам'ять Корнволліса.

## Раннє життя
Дід Корнволліса, Чарльз Корнволліс, 3-й барон Корнволліс, був першим лордом Адміралтейства. Його дідом по материнській лінії був Річард Батлер, 1-й граф Арран, губернатор Ірландії (1682-1684). Корнволліс був сином Чарльза, 4-го барона Корнволліса, і леді Шарлотти Батлер, доньки графа Аррана та його дружини. Родина Корнволлісів володіла маєтками в Калфорді в Саффолку та на Нормандських островах. Його племінниками були Чарльз Корнволліс, 1-й маркіз Корнволліс, Джеймс Корнволліс, 4-й граф Корнволліс і Вільям Корнволліс.
Корнволліс і його брат-близнюк Фредерік Корнволліс стали королівськими пажами у віці 12 років. Вони були зараховані до Ітона у віці 14 років. Їхній старший брат, Стівен Корнволліс, третій народжений син, був кадровим офіцером і дослужився до звання генерал-майора в армії.
Спочатку не було визначено, який брат-близнюк піде до церкви, а хто стане військовим. Справу вирішила випадковість: одного разу Фредерік впав і через поранення йому паралізувало руку. Отже, він пішов релігійним шляхом.
У віці 18 років, у 1731 році, Едварда зарахували офіцером до 47-го піхотного полку.

## Військова кар'єра
У 20-му полку на чолі з бригадним генералом Томасом Блаєм, Едвард Корнволліс брав участь у битві при Фонтенуа під час війни за австрійську спадщину. Він воював під командуванням полковника Крейґа, який загинув у бою. Конволліс перебрав командування полком і організував відступ. Полк Корнволліса втратив вісім офіцерів і 385 солдатів. Хоча військові поважали його за організацію відступу, британська громадськість докоряла експедиції за її втрати.
Корнволліс зіграв важливу роль у придушенні повстання якобітів 1745 року. Отримавши перемогу зі своїми солдатами солдатами в битві при Каллодені, він очолив полк із 320 чоловік у поході на північ для умиротворення Шотландського нагір'я. Герцог Камберленд наказав йому «грабувати, спалювати і знищувати всю західну частину Інвернесширу під назвою Лохабер». Камберленд додав: «Ви отримали чіткий наказ більше не привозити полонених до табору». Пізніше один історик описав кампанію Камберленда як кампанію нестримного насильства. Корнволліс наказав своїм людям вигнати худобу, знищити посіви та продовольчі запаси. Перевищуючи накази Корнволліса, деякі солдати ґвалтували та вбивали цивільних мешканців, щоб залякати якобітів від подальшого повстання.
У 1747 році Корнволліс був призначений королівським стайничим, служачи на цій посаді обом королям Георгові II і Георгові III до 1764 року . Він також став членом парламенту від Аю з 1743 по 1749 рік, а потім від Вестмінстера з 1753 по 1762 рік, у парламенті його вважали старим віґом.

## Губернатор Нової Шотландії

### Заснування Галіфакса

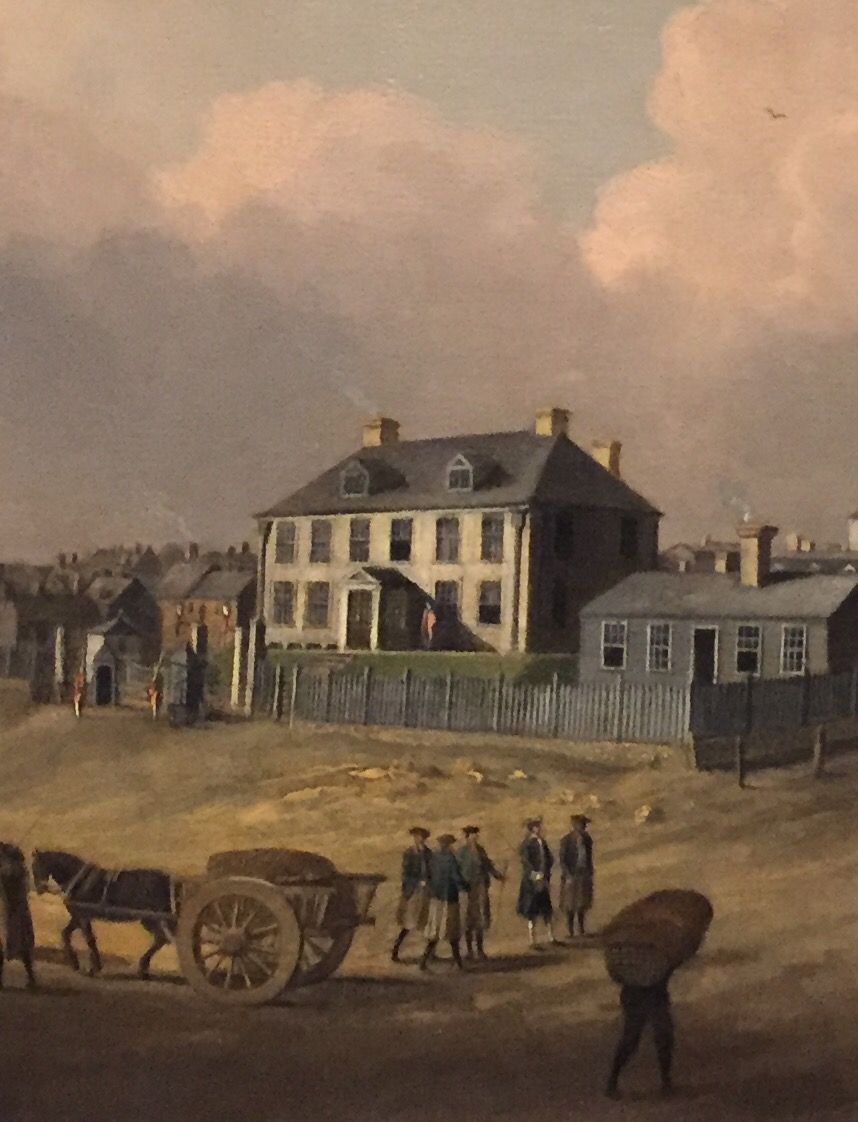
Корнволліс побудував будинок губернатора (1749). (Будинок провінції пізніше також був побудований на цьому місці, і він все ще зберігає його оригінальний стіл Ради Нової Шотландії).

Британський уряд призначив Корнволліса губернатором Нової Шотландії із завданням створити нове британське поселення для протистояння французькій фортеці Луїсбурґ. У цей період губернатори часто обиралися з числа старших офіцерів. Він відплив з Англії на борту HMS Sphinx 14 травня 1749 року, за яким вирушила експедиція поселення з 15 суден (включаючи <i id="mweg">HMS Baltimore</i> і <i id="mwfA">HMS Winchelsea</i> ), що перевозили близько 2500 поселенців. Корнволліс прибув у гавань Чебукто 21 червня 1749 року, а за ним решта флоту через п'ять днів. Експедиція втратила лише одну людину під час подорожі, завдяки ретельній підготовці, хорошій вентиляції на кораблях і удачі. Це було примітно в той час, коли тривалі трансатлантичні експедиції регулярно втрачали велику кількість людей через інфекційні захворювання.
Корнволлісу негайно довелося вирішити, де розташувати місто. Організатори поселення в Англії рекомендували Пойнт-Плезант через його близький доступ до океану та легкість оборони. Його військово-морські радники виступали проти цього місця, тому що воно не мало бухти і мало мілини, які перешкоджали причалюванню океанських кораблів. Вони хотіли, щоб місто було розташоване на вершині Бедфордської улоговини, у захищеному місці з глибокою водою. Інші виступали за Дартмут.
Корнволліс вирішив висадити поселенців і побудувати місто на місці сучасного центру Галіфакса; він знаходився на півдорозі до гавані з глибокою водою і був захищений природним, оборонним пагорбом (пізніше відомим як Цитадельний пагорб ). До 24 липня плани міста були складені. У серпні було проведено жеребкування для надання поселенцям їхніх міських ділянок у поселенні, яке мало бути назване «Галіфакс» на честь лорда Галіфакса, президента Ради торгівлі та плантацій. Лорд Галіфакс (ймовірно, його співробітники) складав плани експедиції для британського уряду.

### Війна отця Ле-Лутра

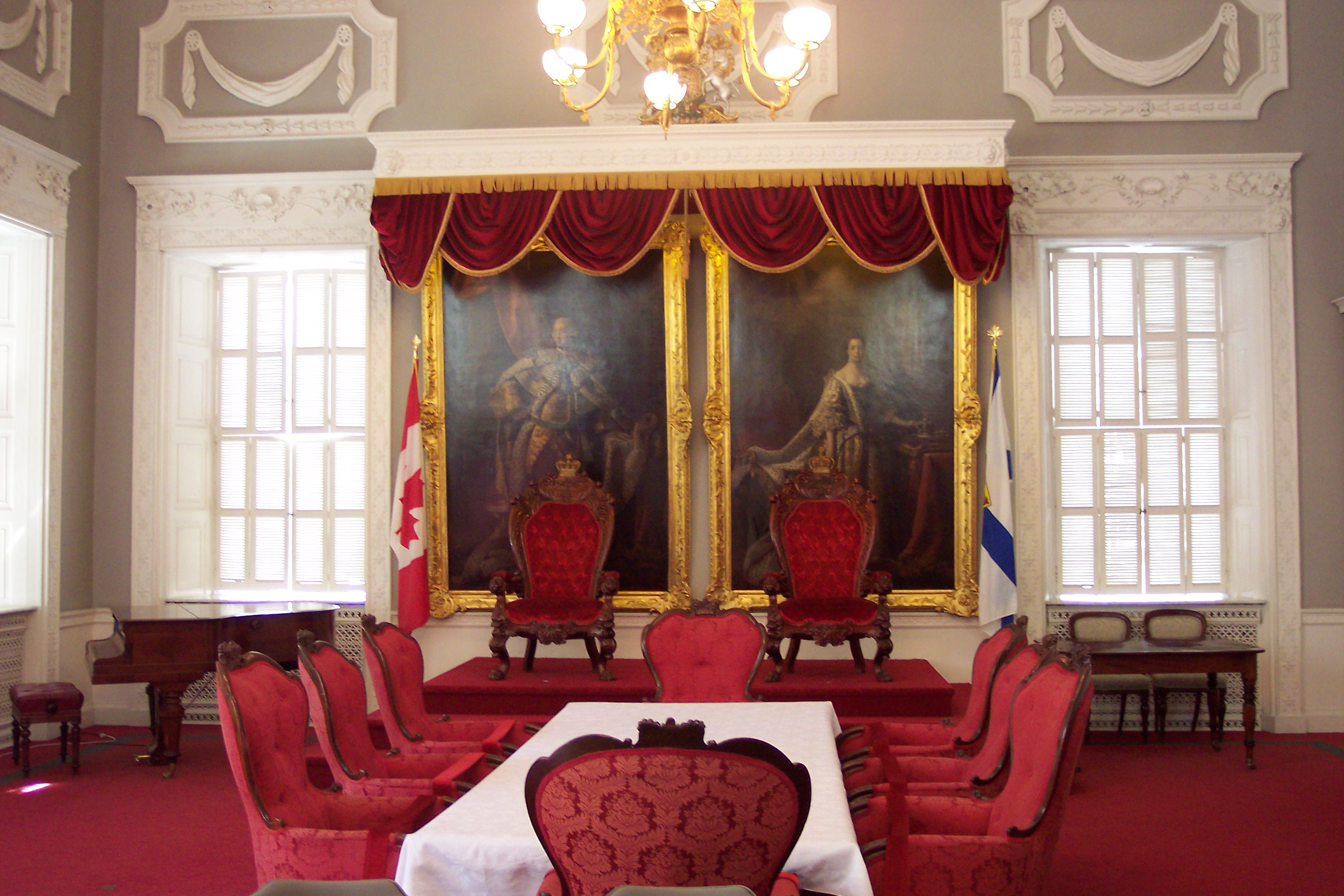
Стіл, вперше використаний Едвардом Корнволлісом і Радою Нової Шотландії (1749), Червона палата провінційного будинку

Коли Корнволліс прибув до Галіфакса, вже була десятирічна історія участі мікмаків у набігах на британські поселення в сучасному Мені, часто в союзі з французькими колоністами в продовженні національної напруги. Обидві сторони захоплювали полонених, іноді з метою отримання викупу або усиновлення першими націями. (Див. кампанії на північно-східному узбережжі 1688, 1703, 1723, 1724, 1745, 1746, 1747 ). Протягом цього періоду часу різні британські губернатори видавали прокламації проти мікмаків за їхню участь у набігах. Одним із першочергових завдань Корнволліса було поновлення ранніх угод з мікмаками та іншими корінними племенами регіону. Влітку 1749 року він зустрівся з вождями Малісіта, Пассамакводді та Мі'кмака (Мі'кмау) з Чіґнекто. Вони погодилися з британцями припинити бойові дії та оновили попередній договір 1725 року, складений у Бостоні, перероблений як Договір 1749 року. Зусилля Корнволліса змусити інші племена мікмаків підписати договори були відхилені. Більшість лідерів мікмаків у Новій Шотландії залишалися вірними французькому королю.

Лідери мікмаків зустрілися в Сент-Пітерсі з французьким місіонером Малліардом у вересні 1749 року, щоб відповісти на ці дії британців. Вони написали листа до Корнволліса, в якому чітко пояснили, що, хоча вони терплять невеликий гарнізон у Аннаполісі-Роял, вони повністю виступають проти поселення в Галіфаксі:
«Те місце, де ви перебуваєте, де ви будуєте житла, де ви зараз будуєте форт, де ви хочете, так би мовити, посадити себе на престол, ця земля, на якій ви хочете зробити себе абсолютним господарем, ця земля належить мені. ". 
Лідери мікмаків розглядали врегулювання в Галіфаксі як «велику крадіжку, яку ви вчинили проти мене». 
Корнволліс намагався розширити британську військову владу по всій Новій Шотландії, встановивши форти в найбільших акадських громадах, у Пісігіті ( Віндзор ) ( Форт-Едварді ), Ґран-Пре ( Форт В'є-Лоґіс ) і Чіґнекто ( Форт-Лоуренс ). Французи звели форти в сучасному Сент-Джоні, Чіґнекто ( Форт-Босежур ) і Порт-Елґін, Нью-Брансвік. Бої розпочалися, коли акадійці та мікмаки у відповідь атакували британців у Чіґнекто, Кенсо та Дартмуті .
Щоб зупинити набіги на британські поселення та змусити корінних жителів підкоритися, Корнволліс оголосив про викорінення мікмаків з півострова Нова Шотландія. Як частину прокламації, він запропонував винагороду за захоплення в неволю або скальпи чоловіків-мікмаків. Пізніші інструкції вже пропонували винагороду за захоплення жінок і дітей: винагорода обіцяла винагороду за «кожного індіанця, якого ви знищите (за звичаєм пред'явивши його скальп), або кожного індіанця, взятого [в полон], чоловіка, жінку чи дитину». Попри оголошену винагороду, британські війська та поселенці практично не стикалися з мікмаками, і їхні рейди проти британців тривали. Корнволліс різко збільшив нагороду за вбитих воїнів-мікмаків. За наступні дев'ять місяців поселенці привезли лише один скальп. Протягом наступних двох років рейди корінних і акадійських народів тривали проти британців у Ґран-Пре, Чіґнекто, Дартмуті і один раз на Галіфакс.

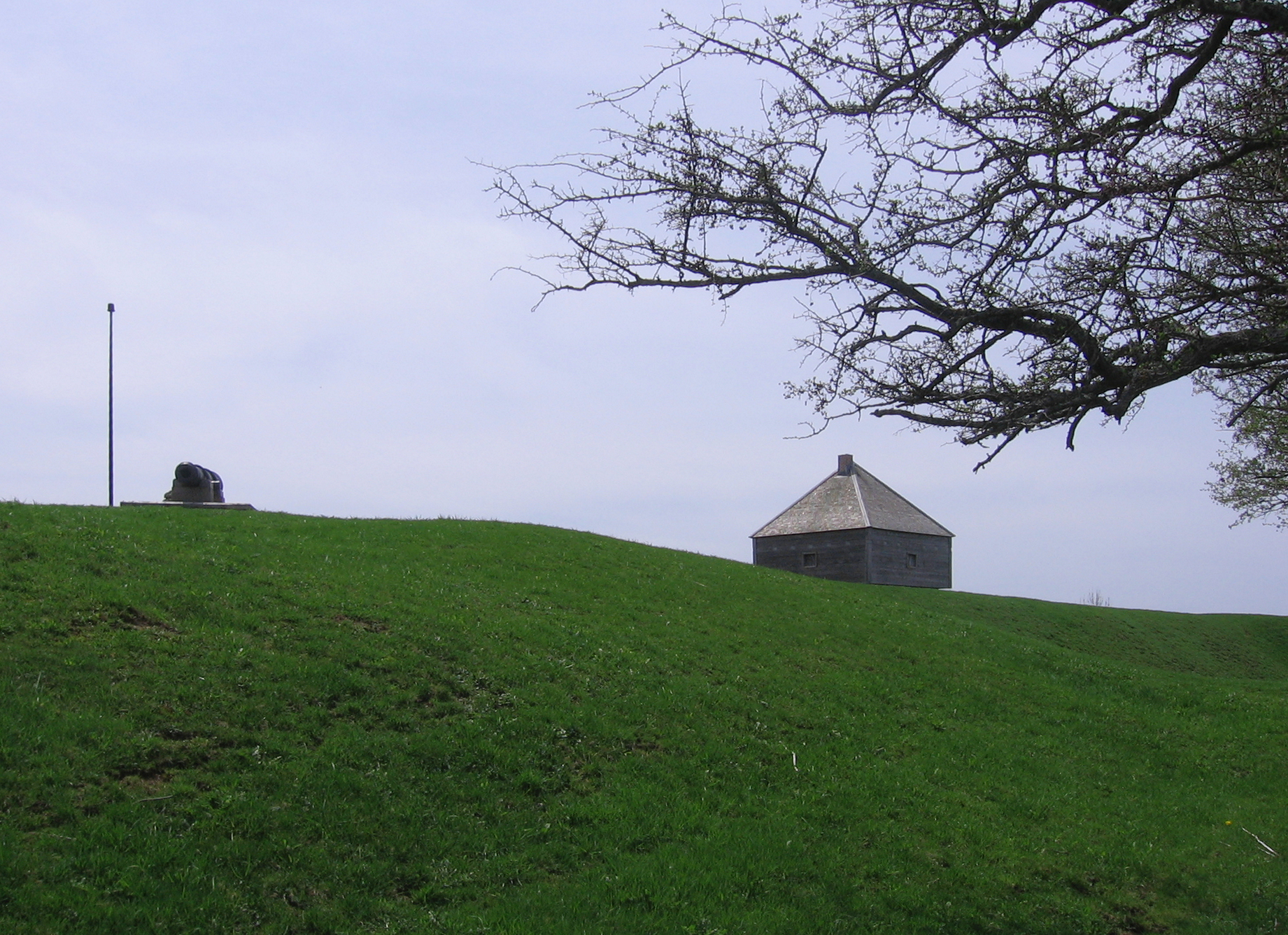
Форт-Едвард, названий на честь Едварда Корнволліса

У травні 1751 року мікмаки здійснили найбільший напад на британських поселенців під час рейду на Дартмут. Цим набігом мікмаки зупинили британську експансію, і тоді припинили напади. Корнволліс витлумачив припинення атак як бажання мікмаків до миру. Корнволліс заклав основу Договору 1752 року з майором Копом, та був присутній на підписанні на прохання останнього. Будучи губернатором лише протягом двох років, Корнволліс зрештою залишив свою посаду та покинув колонію в жовтні 1752 року. Договір був остаточно відхилений більшістю інших лідерів мікмаків. Коп спалив договір через шість місяців після його підписання.
Будучи губернатором, Корнволліс звітував перед Торгівельною радою Британії. Правління неодноразово висловлювало Корнволлісу занепокоєння через перевитрати: через кількість доставленого хліба, витрати на озброєння Чіґнекто. У березні 1751 року Корнволлісу було сказано, що він втратить довіру парламенту, якщо не утримається від надмірних витрат у майбутньому. Корнволліс відповів, що Правління недооцінило завдання створення Галіфакса в таких ворожих умовах і що «лестити Вашим Світлостям надією на економію» було б «найгіршим удаванням».
Корнволліс залишив Нову Шотландію в жовтні 1752 року. Це було за три роки до закінчення війни отця Ле-Лутра. Він був призначений полковником 24-го піхотного полку і був обраний до парламенту в 1753 році.

## Семирічна війна

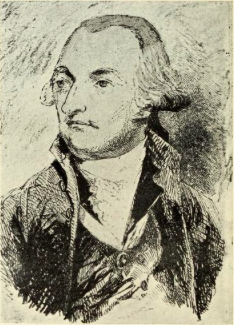
Едвард Корнволліс, офортний портрет Джона Джайлза Еккарда

У листопаді 1756 Корнволліс був одним із трьох полковників, яким було наказано продовжити шлях до Гібралтару, а звідти вирушити на Менорку, яка тоді перебувала в облозі французів. Адмірал Джон Бінґ скликав військову раду, у якій взяв участь Корнволліс, і порадив повернути флот до Гібралтару, залишивши гарнізон на Менорці напризволяще. Бінґ, Корнволліс та інші офіцери були заарештовані, коли вони повернулися до Англії. Великий некерований натовп напав на офіцерів, коли вони залишили свої кораблі в Портсмуті, а пізніше спалив опудала Корнволліса та інших офіцерів.
Офіцери постали перед військовим судом за «підозрою в непокорі наказам і службовому невиконанні». Бінґ був визнаний винним і страчений. Корнволліс засвідчив, що він не порушив накази, але що було «нездійсненно» висадитися на Менорці через жорстку французьку оборону. Крім того, він сказав, що виконував наказ Бінґа. «Я вважав себе під командуванням адмірала і  вважав своїм обов'язком підкорятися йому», — засвідчив він. Вважалося, що Корнволліс був пасажиром під контролем Бінґа, тому його звільнили.
Корнволліс також був одним із старших офіцерів під час рейду на Рошфор у вересні 1757 року, під час якого відбувся невдалий десант на французьке узбережжя. Величезна сила зосередилася на острові Вайт перед тим, як відпливти до Рошфора. Флот зупинився на острові Іль-д'Екс і оглянув французьку оборону. Генерал сер Джон Мордаунт, голова сухопутних військ, вирішив, що оборона надто сильна для атаки. Він скликав військову раду. Корнволліс проголосував за відступ, тоді як адмірал Едвард Гок, голова військово-морських сил, і Джеймс Вулф, генерал-квартирмейстер, проголосували за атаку. Мордаунт і Корнволліс підтримали свої внески, і десант було відкликано.
Мордаунта заарештували і віллаоми під військовий суд. Корнволліс засвідчив, що спроба посадки в Рошфорі була б «небезпечною, майже нездійсненною та божевіллям». Джеймс Вулф писав у листі своєму батькові в листопаді 1757 року і сказав, що Корнволліс «... має більше завзяття, більше заслуг і більше честі, ніж зазвичай зустрічається серед людей... Корнволліс — людина визнаної мужності та вірності».

## Губернатор Гібралтару
Корнволліс обіймав посаду губернатора Гібралтару з 14 червня 1761 року по січень 1776 року, коли він помер у віці 63 років. Його тіло було повернуто до Англії та поховано в парафіяльній церкві Калфорда в Калфорді, поблизу Бері-Сент-Едмундс 9 лютого 1776 року. Обидва його родинні титули нині вимерли. 1899 року Макдональд писав: «Його ім'я швидко потрапляє в категорію «забутих гідностей Британії».

## Особисте життя

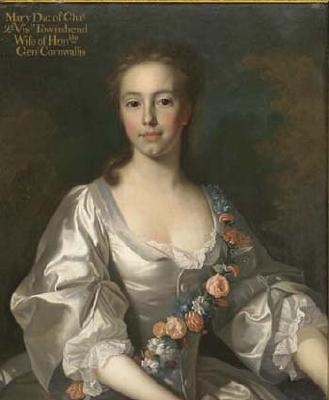
Дружина Едварда Корнволліса Мері Таунсенд

У 1763 році Конволліс одружився з Мері Таунсенд, донькою Чарльза Таунсенда, 2-го віконта Таунсенда, і Дороті Таунсенд (Волпол), сестри Роберта Волпола. У шлюбі з Мері вони не мали дітей. Його брат, Чарльз Корнволліс, 1-й граф Корнволліс, одружився зі зведеною сестрою Мері, Елізабет, донькою Чарльза та його першої дружини, Елізабет Пелем. Через одруження свого брата він став дядьком Чарльза Корнволліса, 1-го маркіза Корнволліса. 

## Вшанування та суперечки в Новій Шотландії
Кілька будівель (база канадських збройних сил Корнволліс, колишня база канадських збройних сил, розташована в Діп-Бруку, Нова Шотландія), місця (вулиця Корнволліс у Галіфаксі, вулиця Корнволліс у Шелберні, вулиця Корнволліс у Луненбурзі, річка Корнволліс та парк Корнволліс) та інші пам'ятки були названі на честь Корнволліса. Кілька кораблів було названо на честь Корнволліса, зокрема портовий пором 1944 року Governor Cornwallis і корабель канадської берегової охорони Edward Cornwallis. Як туристична ініціатива, у 1931 році в центрі парку Корнволліса в центрі Галіфакса, також названого на честь Корнволліса, була встановлена статуя Корнволліса.
Ці вшанування Корнволліса викликали суперечки в Новій Шотландії. У січні 2012 року молодша середня школа Корнволліса була перейменована на Центральну середню школу Галіфакса. 2018 року баптистська церква на вулиці Корнволліс змінила назву на баптистську церкву New Horizons, щоб відмежуватися від Корнволліса.
У 2017 році статуя стала місцем кількох протестів мікмаків, і місто створило комітет, щоб визначити, як вирішити цю проблему. Стурбована відсутністю прогресу, у січні 2018 року Асамблея вождів мікмаків закликала негайно знести статую. Статую Корнволліса накрили брезентом, а потім зняли за розпорядженням регіональної ради Галіфакса 30 січня 2018 року та помістили на зберігання. Рада працювала з вождями мікмаків, щоб створити робочу групу для вивчення пам'яті Корнволліса та остаточного розміщення статуї, а також того, як найкраще вшанувати історію корінного населення в регіональному муніципалітеті Галіфакса.
28 січня 2019 року Темма Фрекер, вчитель із Нової Шотландії у школі Букер, була нагороджена нагородою генерал-губернатора з історії за пропозицію її класу повернути статую до парку Корнволліс як частину більшого вшанування пам'яті регіональних етнічних груп. Вони запропонували встановити статую Корнволліса серед трьох інших статуй: акадіанця Ноеля Дуарона; Віоли Дезмонд, активістки громадянських прав і чорношкірої новошотландки; і вождя мікмаків Джона Денні молодшого. Чотири статуї мали бути розташовані так, ніби вони розмовляють одна з одною, обговорюючи їхні досягнення та боротьбу.
Судно берегової охорони Канади CCGS Edward Cornwallis було перейменовано на CCGS <i id="mwAUE">Kopit Hopson 1752</i> на честь вождя мікмаків Жана-Батиста Копа та губернатора Нової Шотландії Переґріна Гопсона.
У вересні 2018 року житель Галіфакса подав петицію з проханням перейменувати вулицю Корнволліс у Норт-Енді, Галіфакс, на честь видатного правозахисника Роккі Джонса. Петицію підписали понад 1700 осіб і представили міській раді Галіфакса. У жовтні 2021 року петицію про названня вулиці на честь Джонса знову було подано до регіональної ради Галіфакса, зібравши 9330 підписів. Рада вирішила перейменувати вулицю та запросила подання широкої громадськості. Спеціальна група, створена Радою, рекомендувала назвати вулицю New Horizons Street на честь баптистської церкви New Horizons. Було зібрано короткий перелік пропозицій із поданих широким загалом і проведено подальше опитування для вибору остаточної назви. «Вулиця Нори Бернард», названа на честь покійної активістки мікмаків Нори Бернард, очолила громадське опитування. У грудні 2022 року рада Галіфакса проголосувала за нову назву, яка набуде чинності у вересні 2023 року.

## У масовій культурі
- Едвард Корнволліс є предметом пісні The Hampton Grease Band під назвою «Halifax», яка з'являється на подвійному альбомі Music to Eat.

## Зовнішні посилання
- Документальний фільм про статую Корнволліса – Радіо CBC – Архів журналу Maritime
- Center Acadien (1996)
- Корнволліс – засновник масонства в Галіфаксі
- Зображення листа за підписом Корнволліса